# Stadsprivilegium
Stadsprivilegium var från medeltiden i Europa särskilda privilegier som utfärdades av kronan för en stads borgare att bedriva vissa näringar. Med stadsprivilegierna reglerades borgarnas förhållande till monarkens regale (i synnerhet myntregale) och höghetsrättigheter.
Med stadsprivilegierna konstituerades städerna. Privilegiebreven innehöll som regel bestämmelser om ett visst självstyre, där staden hade att ledas av en borgmästare och ett stadsråd. Städerna organiserades i skrån. Med stadsprivilegierna fick borgarna monopol på köpmanskap och handel (jämför landsköpman), rätten att sälja hantverk, och rätten att färdas inom och/eller utom riket. Hade staden fiskeprivilegium fanns fiskarborgare i staden, som fångade, saltade och handlade med fisk. I utbyte mot privilegierna fick borgarna betala skatt eller avrad till kronan. Vid städerna fanns stadstullar. Städerna hade till skydd för sina privilegier stadsmurar. Städernas monopol och statens regleringar via stadsprivilegierna var attackerade av dem som ville införa näringsfrihet.
Ibland används begreppet stadsprivilegier eller stadsrättigheter något oegentligt även om moderna kommuner med benämningen stad, även om det inte innebär några särskilda privilegier utan endast är en nominell titel. I Tyskland är beteckningen Stadt skyddad och kan utdelas av förbundsländernas delstatsregeringar, vilket är en nominell form av stadsprivilegier, då en stadskommun har samma förvaltningsrättsliga status som en landskommun.